# 宪政运动 (中华民国)
宪政运动是中國抗日战爭时期，中華民國境內出現的两次民主宪政运动，目的是讓国民党一党制改变为各党派合作的政治體制。

## 過程
第一次宪政运动发生于1939年9月至1940年9月期间，以国民参政会一届四次会议为开端。1939年9月15日，大会国民参政会一届四次会议通过了《请政府明令召集国民大会制定宪法实施宪政案》。該提案提出要定期召集国民大会制定宪法实行宪政。黄炎培为召集人與各党派代表组成“宪政期成会”。中國共產黨也參與了第一次宪政运动。各地成立憲政促進會。1939年11月，国民党五届六中全会接受了《请政府明令召集国民大会制定宪法实施宪政案》，並決定于次年11月12日召开国民大会。1940年，中國国民党中央宣传部向各级党部发布《关于目前宪政运动诸问题的指示》。1940年4月18日，国民党五届中常会第145次会议通过《宪政问题集会结社言论暂行办法》。1940年9月18日，国民党5届157次中常会召開時表示“战事不便，国民大会之召集日期应俟另行决定”，且期成宪草暫不實施。第一次宪政运动结束。
第二次宪政运动始於1943年9月至1945年7月。1943年11月，国民党第五届十一中全会召開，當時中國國民黨表示如果中國戰勝日本，戰勝的一年後就召開国民大会，制定宪法，实施宪政。1944年1月8日， 蒋介石发表 《对当前党政与青年团工作之指示》 ，表示国民党应加强对宪草研究运动的领导， 并加以控制。此時許多地方召開憲政座談會，要求國民黨結束一黨專政以及開放政治。中共在此期間提出要成立聯合政府。1945年元旦,蒋介石宣布“一俟军事形势稳定，就及时召开国民大会，归政于全国国民”。3月1日，他在宪政实施协进会上宣布“本年十一月十二日召开国民大会”。1945年7月，国民参政会四届一次会议召開，蒋介石拒绝建立联合政府。共產黨方面認為，第二次宪政运动結束。